# Nataixa Koroliova
Nataixa Koroliova, rus: Ната́ша Королёва, (ucraïnès: Наташа Корольова), nom real Natàlia Vladímirovna Porivai, rus: Ната́лия Влади́мировна Порыва́й, ucraïnès: Наталія Володимирівна Поривай, Natàlía Volodímirivna Porivai (31 de maig de 1973, Kíev, RSS d'Ucraïna, URSS) - és una cantant d'estada soviètica, ucraïnesa i russa, actriu i model de moda. Artista Honorada de la Federació Russa (2004).Guardonada amb l'Orde de l'Amistat de la Federació de Rússia.

## Discografia
- «Жёлтые тюльпаны» (1990)
- «Дельфин и русалка» (1992)
- «Поклонник» (1994)
- «Конфетти» (1995)
- «Бриллианты слёз» (1997)
- «Сердце» (2001)
- «Осколки прошлого» (2002)
- «Веришь или нет (плюс Тарзан)» (2003)
- «Рай там, где ты» (2006)
- «Магия Л…» (2015)